# Герб Горішньої Вигнанки
Герб Горішньої Вигнанки — офіційний символ села Горішня Вигнанка, Чортківського району Тернопільської області, затверджений 4 вересня 2023 року рішенням сесії Чортківської міської ради.
Автори — А. Гречило та О. Лісниченко.

## Опис герба
У золотому полі з трьома червоними трояндами із золотими осердями та зеленими листочками (2:1) зелене перекинуте вістря, в якому виходить срібна кінська голова. 

## Зміст
Голова коня уособлює вигони та пасовища, на яких місцеві мешканці займалися вирощуванням худоби та коней. Три троянди вказують на розташування села біля Чорткова, «вгорі» від міста, оскільки колишня Нижня Вигнанка вже давно увійшла в його межі.